# 明史綱目
《明史綱目》，朝鮮人李玄錫撰。
《明史綱目》記載始於明太祖，止於崇禎十七年（1644年），朝鮮肅宗四十年（康熙五十三年，1714年）九月，其子李漢謙進呈《明史》。本書稿末曾言及目的是「大復仇，重討賊，嚴尊王黜夷之法」，此書大量引用庄廷鑨《明紀輯略》，由於《明紀輯略》事件爆發，《明史綱目》幾乎被毀，後僅刪去部份內容。南有容曾批判此書不足之處。